# Ordynariat Polowy Słowacji

herb ordynariatu

Ordynariat Polowy Słowacji (słow. Vojenský rímskokatolícky ordinariát) – rzymskokatolicka diecezja wojskowa ze stolicą w Bratysławie, na Słowacji. Należą do niej członkowie słowackiego wojska i policji oraz ich rodziny wyznania rzymskokatolickiego.
Ordynariat polowy powstał 20 stycznia 2003 r. decyzją papieża Jana Pawła II.
W diecezji służy 21 kapłanów.

## Biskupi polowi
- bp František Rábek (2003–2025)
- Pavol Šajgalik (nominat)